# صوفيا أريولا
صوفيا أريولا (بالإنجليزية: Sofia Arreola) مواليد 22 أبريل 1991 في مونتيري، هي متسابقة دراجات مكسيكية. مثلت بلادها في بطولة العالم لسباق الدراجات على الطريق 2010.

## روابط خارجية
- صوفيا أريولا على موقع الاتحاد الدولي للدراجات (الإنجليزية)
- صوفيا أريولا على موقع أرشيف الدراجات (الإنجليزية)
- صوفيا أريولا على موقع إحصائيات الدراجات الإحترافية (الإنجليزية)